# Ross 128
Ross 128 là một sao lùn đỏ trong chòm sao đường hoàng đạo xích đạo Thất Nữ, gần β Virginis. Cấp sao biểu kiến của Ross 128 là 11,13 quá mờ nhạt để có thể nhìn thấy bằng mắt thường. Dựa trên các đo đạc thị sai, khoảng cách của ngôi sao này đến Trái Đất là 11,007 năm ánh sáng (3,375 parsec), làm cho nó trở thành ngôi sao gần thứ mười hai đối với hệ Mặt Trời. Nó được nhà thiên văn học người Mỹ Frank Elmore Ross lập danh lục lần đầu tiên năm 1926. Hành tinh duy nhất của nó Ross 128 b được cho là thích hợp với sự sống.

## Phân loại

Khoảng cách của các sao gần nhất từ 20.000 năm trước tới 80.000 năm trong tương lai.

Ngôi sao khối lượng thấp này có phân loại sao M4 V, và như thế được xếp vào thể loại sao được gọi là sao lùn đỏ. Nó có khối lượng bằng 15% khối lượng Mặt Trời và bán kính bằng 21% bán kính Mặt Trời, nhưng năng lượng phát ra chậm đến mức nó chỉ có 0,033% độ sáng nhìn thấy của Mặt Trời. Tuy nhiên, hầu hết năng lượng bức xạ của sao này nằm trong dải hồng ngoại, với độ sáng nhiệt xạ bằng 0,36% của Mặt Trời. Năng lượng này được bức xạ từ khí quyển ngoài của ngôi sao này ở nhiệt độ hiệu dụng 3.180 K. Điều này tạo ra cho nó ánh sáng màu đỏ cam nguội của một sao loại M.
Ross 128 là một ngôi sao đĩa già, có nghĩa là nó có một lượng thấp các nguyên tố khác ngoài hydro và heli, những gì các nhà thiên văn học gọi là độ kim loại của sao, và nó quay quanh gần mặt phẳng của Ngân Hà Ngôi sao này không có sự dư thừa bức xạ hồng ngoại mạnh. Dư thừa hồng ngoại thường là chỉ báo về vành đai bụi trên quỹ đạo xung quanh sao.
Năm 1972, một lóe sáng được phát hiện từ Ross 128. Người ta đã quan sát thấy nó tăng độ sáng khoảng nửa cấp trong dải U tia cực tím, trở về độ sáng thông thường trong chưa tới 1 giờ. Ở các bước sóng quang học, các thay đổi độ sáng là gần như không thể phát hiện. Nó được phân loại là sao lóe sáng và được cấp định danh sao biến quang FI Virginis. Do tốc độ hoạt động lóe sáng thấp, người ta coi nó là một ngôi sao tiến hóa từ tính. Có một số chứng cứ cho thấy hãm từ tính của gió sao của ngôi sao này đã hạ thấp tần suất lóe sáng chứ không phải là hiệu suất ròng.
Các biến thiên độ sáng được cho là do chuyển động tự quay của ngôi sao này và các chu kỳ từ tính tương tự như chu kỳ vết đen mặt trời cũng đã được phát hiện. Chúng gây ra những thay đổi chỉ vài phần nghìn trong cấp độ sáng của sao. Chu kỳ tự quay được tìm thấy là 165,1 ngày và độ dài chu kỳ từ tính là 4,1 năm.
Ross 128 đang quay quanh Ngân Hà với độ lệch tâm 0,122, làm cho khoảng cách của nó tính từ tâm Ngân Hà nằm trong khoảng 26,8-34,2 kly (8,2-10,5 kpc). Quỹ đạo này sẽ đưa ngôi sao này lại gần hệ Mặt Trời trong tương lai. Khoảng cách tiếp cận gần nhất sẽ xảy ra trong khoảng 71.000 năm tới, khi đó nó sẽ có khoảng cách 6,233 ± 0,085 ly (1,911 ± 0,026 pc) từ hệ Mặt Trời.

## Tín hiệu vô tuyến bất thường
Ngày 12/5/2017, các nhà khoa học phân tích dữ liệu thu được từ Đài quan sát Arecibo và phát hiện ra các tín hiệu sóng vô tuyến bất thường đến từ phía Ross 128.

## Hệ hành tinh
Ross 128 b được phát hiện tháng 7 năm 2017 bằng công cụ HARPS tại Đài thiên văn La Silla ở Chile, bằng cách đo đạc các thay đổi vận tốc xuyên tâm của ngôi sao chủ. Sự tồn tại của nó được xác nhận ngày 15 tháng 11 năm 2017. Nó là ngoại hành tinh kích thước cỡ Trái Đất gần thứ hai đã biết, sau Proxima b. Người ta tính toán rằng Ross 128 b có khối lượng tối thiểu gấp 1,35 lần Trái Đất và quay trên quỹ đạo xung quanh ngôi sao của nó với khoảng cách gần hơn 20 lần khoảng cách quỹ đạo của Trái Đất xung quanh Mặt Trời, nhưng chỉ nhận bức xạ cao hơn 1,38 lần Trái Đất, làm tăng cơ hội giữ lại bầu khí quyển theo thang thời gian địa chất. Ross 128 b là một hành tinh quay gần, với một năm (chu kỳ quay) của nó kéo dài 9,9 ngày. Ở khoảng cách gần như vậy từ ngôi sao chủ, hành tinh này rất có thể bị khóa thủy triều, nghĩa là một mặt của hành tinh là ngày vĩnh cửu còn mặt kia chìm trong bóng tối hoàn toàn. Phổ độ phân giải cao hồng ngoại gần từ APOGEE đã chứng minh rằng Ross 128 có độ kim loại gần giống như Mặt Trời; vì thế Ross 128 b rất có thể chứa đá và sắt. Ngoài ra, các mô hình gần đây được tạo ra với các dữ liệu này hỗ trợ kết luận rằng Ross 128 b là một "ngoại hành tinh mát trong rìa bên trong của vùng có thể sống được".
| Thiên thể đồng hành (thứ tự từ ngôi sao ra) | Khối lượng    | Bán trục lớn (AU) | Chu kỳ quỹ đạo (ngày) | Độ lệch tâm | Độ nghiêng | Bán kính |
| ------------------------------------------- | ------------- | ----------------- | --------------------- | ----------- | ---------- | -------- |
| b                                           | ≥ 1,35±0,2 M🜨 | 0,0493±0,0017     | 9.8596±0,0056         | 0,036±0.092 | —          | —        |